# Patsy Palmer
Julie Ann Harris, más conocida como Patsy Palmer, es una actriz inglesa, conocida por interpretar a Bianca Branning en la serie británica EastEnders. Bianca es uno de los personajes más reconocidos del programa y su frase "Rickaaaaaaaayyy!" es una de las más populares de la serie.

## Biografía
Hija de Patsy Ann Palmer, tiene dos hermanos mayores, Albert y Harry Harris, un psicoterapeuta. Harry está casado con la actriz Lindsey Coulson, quien interpreta a Carol Branning, la madre de Bianca en EastEnders. Julie escogió el nombre de su madre "Patsy Palmer" como su nombre artístico.
Durante una entrevista en el 2010, Patsy reveló que durante los años 90 había sido adicta a las drogas y el alcohol y que en ocasiones se presentaba al set de EastEnders drogada o con resaca: también comentó que llevaba limpia desde septiembre del 2004.
Es muy buena amiga de los actores Sid Owen, Daniella Westbrook, Wendy Richard y Barbara Windsor. Barbara llama a Patsy la "hija" que nunca tuvo. Patsy es madrina de Eliza Beatrice Cotrell, hija de la actriz Natalie Cassidy.
- Relaciones.:

En febrero de 1992 dio a luz a su primer hijo, Charley Palmer Rothwell, producto de su relación con el boxeador Alfie Rothwell.
Patsy se casó con el director y escritor Nick Love en agosto de 1998, sin embargo el matrimonio solo duró cinco meses y por fin la pareja se divorció en mayo del 2000.
El 1 de agosto de 2000 Patsy se casó con el taxista Richard Merkell, poco después la pareja le dio la bienvenida a su primer hijo juntos, Fenton Merkell, quien nació de forma prematura el 13 de junio de 2000 después de que Patsy presentara problemas con la placenta, un año después el 7 de julio de 2001 la pareja le dio la bienvenida a su primera hija, Emilia Merkell y más tarde el 8 de diciembre de 2010 tuvieron su segundo hijo juntos, Bertie Merkell, quien nació siete semanas prematuro.
En diciembre del 2011 Patsy reveló que meses después de haber dado a luz a su hijo, Bertie se enteró de que estaba embarazada de nuevo, pero perdió al bebé con solo nueve semanas.

## Carrera
El 16 de noviembre de 1993 se unió al elenco de la exitosa serie británica EastEnders donde interpretó a la dulce Bianca Branning-Butcher, hasta 1999 después de que Patsy decidiera irse de la serie, por lo que su personaje se fue después de decidir irse a vivir a Mánchester. Casi una década después Patsy regresó a la serie en el 2008 y desde entonces aparece en la serie. En el 2010 Patsy tomó una licencia de maternidad, por lo que los escritores de la serie hicieron que su personaje fuera a la cárcel el 21 de enero de 2011 después de atacar a Connor Stanley cuando descubrió que este estaba engañando a su hija, Whitney Dean con su madre Carol Branning. Patsy regresará más tarde en el 2011. A principios de abril del 2014 se anunció que Patsy dejaría la serie ese mismo año.
En abril del 2007 sacó su autobriografía la cual tituló All Of Me. También lanzó dos DVD de ejercicios titulados The Urban Workout y The Ibiza Workout.
En el 2010 participó en el video "Love Machine" donde varios de los actores que participan en EastEnders aparecieron entre ellos Lacey Turner, Shona McGarty, Charlie Brooks, Pam St. Clement, Neil McDermott, Sid Owen, Steve McFadden, Adam Woodyatt y Jake Wood.

## Filmografía
- Series de Televisión.:

| Año                      | Título                | Personaje        | Notas                              |
| ------------------------ | --------------------- | ---------------- | ---------------------------------- |
| 1993 - 1999, 2008 - 2014 | EastEnders            | Bianca Branning  | 1,145 episodios                    |
| 2004                     | He Knew He Was Right  | Mrs. Bozzle      | miniserie                          |
| 2001                     | McCready and Daughter | Clare McCready   | 3 episodios                        |
| 2001                     | Do or Die             | Claire           | miniserie                          |
| 1988, 1990, 1993         | The Bill              | Siobhan Anderson | 4 episodios                        |
| 1993                     | Drop the Dead Donkey  | Bev              | episodio "George and His Daughter" |
| 1993                     | Full Stretch          | Heather Love     | episodio "Risky Business"          |
| 1992                     | Love Hurts            | Mujer            | episodio "Walk Right Back"         |
| 1991                     | Clarissa              | Kitty            | tv serie                           |
| 1990                     | Making News           | Rachel           | episodio "Line of Fire"            |
| 1989                     | Tricky Business       | Zoe              | tv serie                           |
| 1989                     | The Country Boy       | Lisa             | 2 episodios                        |
| 1984 - 1987              | Grange Hill           | Natasha          | 84 episodios                       |
| 1984                     | The Gentle Touch      | Niña             | episodio "Secrets"                 |

- Películas.:

| Año  | Título                   | Personaje      | Notas                                                |
| ---- | ------------------------ | -------------- | ---------------------------------------------------- |
| 2010 | Fairytale of London Town | Karen          | junto a Janet Henfrey                                |
| 2008 | Trapped                  | Lynne Jackson  | corto - junto a Steven Elder                         |
| 2005 | Another Green World      | Mujer          | corto                                                |
| 2000 | McCready and Daughter    | Clare McCready | junto a Lorcan Cranitch & Brendan Coyle              |
| 1999 | Love Story               | Sharon         | junto a Jamie Foreman, Paul Nicholls & David Thewlis |
| 1989 | Skulduggery              | Mandy          | junto a David Thewlis                                |
| 1989 | First and Last           | Joven Niña     | -                                                    |

- Apariciones.:

| Año  | Título                              | Notas                               |
| ---- | ----------------------------------- | ----------------------------------- |
| 2010 | EastEnders: Last Tango in Walford   | apareció como Bianca Branning       |
| 2007 | The Verdict                         | 5 episodios - jurado                |
| 2006 | The Wright Stuff                    | episodio # 7.30 - panelista         |
| 2005 | Strictly Come Dancing               | 8 episodios - concursante           |
| 2005 | Strictly Come Dancing: It Takes Two | 5 episodios - documental            |
| 2002 | The Big Breakfast                   | 2 episodios - presentadora invitada |

## Premios y nominaciones
| Año  | Categoría                                    | Premio                     | Serie      | Resultado |
| ---- | -------------------------------------------- | -------------------------- | ---------- | --------- |
| 2010 | Best Onscreen Partnership (junto a Sid Owen) | British Soap Awards        | EastEnders | Nominados |
| 2009 | Best Dramatic Performance                    | British Soap Awards        | EastEnders | Nominada  |
| 2009 | Favourite Soap Actress                       | TRIC Awards                | EastEnders | Nominada  |
| 2008 | Best Storyline (por el regreso de Bianca)    | Inside Soap Awards         | EastEnders | Nominada  |
| 2001 | Best Onscreen Partnership (junto a Sid Owen) | British Soap Awards        | EastEnders | Nominados |
| 2000 | Best Actress                                 | British Soap Awards        | EastEnders | Ganó      |
| 2000 | Best Actress                                 | TV Quick/ TV Choice Awards | EastEnders | Ganó      |
| 2000 | Best Actress                                 | Inside Soap Awards         | EastEnders | Ganó      |
| 1999 | Best Actress                                 | British Soap Awards        | EastEnders | Nominada  |
| 1998 | Best Female Actor                            | RTS Television Awards      | EastEnders | Nominada  |
| 1996 | Most Popular Actress                         | National Television Awards | EastEnders | Nominada  |